# Peter Geiss
Peter Geiss (* 1971) ist ein deutscher Historiker und Geschichtsdidaktiker.
Peter Geiss studierte Geschichte und Romanistik, war anschließend Stipendiat der Studienstiftung des deutschen Volkes und wurde im Jahr 2002 an der Universität Düsseldorf bei Gerd Krumeich mit einer Studie zu Benjamin Constant und den Anfängen liberaler Repräsentationskultur im Frankreich der Restaurationszeit promoviert. In den Jahren von 2004 bis 2010 unterrichtete Geiss die Fächer Geschichte und Französisch am Friedrich-Ebert-Gymnasium Bonn. Von 2011 bis 2013 war er als Lehrstuhlvertreter und Akademischer Oberrat für Geschichte und ihre Didaktik an der Universität Wuppertal in der geschichtsdidaktischen Lehrerbildung tätig. Seit April 2013 lehrt er als Professor für Didaktik der Geschichte am Institut für Geschichtswissenschaft an der Universität Bonn.
Seine Forschungsinteressen liegen in der Auseinandersetzung mit epistemologischen Herausforderungen und grenzüberschreitend vergleichenden Zugriffsweisen im historischen Lernen. Ein weiterer Schwerpunkt ist die historische Friedens- und Versöhnungsforschung sowie die grundsätzliche Frage nach Lehren und Lernen aus der Geschichte. Darüber hinaus hat sein Forschungsprofil einen deutsch-französischen Zuschnitt.

## Schriften (Auswahl)
- Wie „sinnbildend“ soll Geschichte sein? Historisches Lernen und Geschichtskultur zwischen Kritik und Affirmation, in: Manuel Köster, Holger Thünemann (Hrsg.): Geschichtskulturelle Transformationen. Kontroversen – Akteure – Zeitpraktiken, Köln 2024, S. 249–270.
- Mit Michael Rohrschneider: Transfers und Modelle. Aspekte von Versöhnung in geschichtswissenschaftlicher Perspektive, in: Esther Gardei, Michael Schulz, Hans-Georg Soeffner (Hrsg.): Versöhnung. Theorie und Empirie, Göttingen 2023 (Interdisziplinäre Versöhnungsforschung/Interdisciplinary Reconciliation Studies 1), S. 175–206 (darin von Peter Geiss: Teil 2:  Hypothesen über eine mögliche „Tiefenstruktur“ von Versöhnung ausgehend vom deutsch-französischen Fall, S. 186–196).
- Breaking the Chains of the Narrative: History Teaching, Peacebuilding and the Challenge of Human Universalism, in: Florian Helfer/Ders./Sandra Müller-Tietz/Michael Rohrschneider (Hrsg.): Overcoming Conflict. History Teaching—Peacebuilding—Reconciliation, Wiesbaden 2023, S. 183–198.
- Hrsg. mit Peter Arnold Heuser, Michael Rohrschneider: Christen und Muslime in Mittelalter und Frühneuzeit. Ein Schlüsselthema des Geschichtsunterrichts im transepochalen Fokus. Bonn University Press, V&R unipress, Göttingen 2022, ISBN 978-3-8471-1365-2.
- Hrsg. mit Dominik Geppert, Julia Reuschenbach: Eine Werteordnung für die Welt? Universalismus in Geschichte und Gegenwart. Nomos, Baden-Baden 2019, ISBN 978-3-8487-5378-9.
- Hrsg. mit Peter Arnold Heuser: Friedensordnungen in geschichtswissenschaftlicher und geschichtsdidaktischer Perspektive. Bonn University Press, V&R unipress, Göttingen 2017, ISBN 978-3-8471-0671-5.
- Der Schatten des Volkes. Benjamin Constant und die Anfänge liberaler Repräsentationskultur im Frankreich der Restaurationszeit 1814–1830 (= Pariser historische Studien. Bd. 95). Oldenbourg, München 2011, ISBN 978-3-486-59704-2.